# Embajada de España en Australia
La Embajada de España en Australia es la máxima representación legal del Reino de España en la Mancomunidad de Australia. También está acreditada en Papúa Nueva Guinea (1979), Islas Salomón (1981), Vanuatu (1992), Nauru (1997) y Tuvalu (2002).

## Embajador
La actual embajadora es Esther Monterrubio Villar, quien fue nombrada por el gobierno de Pedro Sánchez el 30 de julio de 2024.

## Misión Diplomática
El Reino de España tiene una embajada en la capital federal de Australia, Canberra, creada con carácter residente en 1968. Además, España está representada a través de un consulado general en Sídney y otro en Melbourne, así como dos consulados honorarios en las Islas Salomón, Papúa Nueva Guinea y Vanuatu.

## Historia
El 26 de octubre de 1967 España y Australia establecieron relaciones diplomáticas, siendo nombrado el primer encargado de Negocios en Canberra el 9 de diciembre del mismo año. El 3 de mayo de 1968 se creó la Embajada en Canberra.

## Demarcación
Actualmente la embajada española en Australia cuenta con varios países oceánicos dentro de su demarcación:
- Estado Independiente de Papúa Nueva Guinea: la relaciones diplomáticas entre España y Papúa Nueva Guinea se establecieron el 28 de agosto de 1978. Papúa Nueva Guinea se halla bajo la jurisdicción consular del Consulado General de España en Sídney.

- Islas Salomón: España estableció relaciones diplomáticas con las Islas Salomón el 8 de agosto de 1980, pero no dispone de embajada residente aquel país, que se halla bajo la jurisdicción de la Embajada de España en Canberra y cuyos asuntos consulares se gestionan desde el consulado general de España en Sídney.

- República de Vanuatu: España mantiene relaciones diplomáticas con Vanuatu desde el 30 de abril de 1981, desde entonces los asuntos diplomáticos han dependido de la Embajada española en Canberra.

- Tuvalu: España mantiene relaciones diplomáticas con Tuvalu desde el 4 de mayo de 1995. El país se halla bajo la jurisdicción de la Embajada de España en Canberra, y los asuntos consulares se atienden desde el Consulado General de España en Sídney.

- República de Nauru: España mantiene relaciones diplomáticas con Nauru desde el 27 de septiembre de 1995 y está desde entonces bajo la demarcación de la Embajada española en Australia, siendo el Consulado General de Sídney el encargado de los asuntos consulares.

En el pasado la embajada española en Australia estuvo acreditada también en:
- Nueva Zelanda: en 1969 se creó la Embajada española no residente en Wellington, capital de Nueva Zelanda, pero las relaciones entre España y Nueva Zelanda quedaron en la demarcación de la Embajada española de Australia. En 2006 se creó la misión diplomática con carácter residente en Nueva Zelanda, nombrándose ese mismo año al primer embajador en el país oceánico.

- República de Fiyi: las relaciones diplomáticas entre España y Fiyi se remontan a 1970 con el entonces reino de Fiyi, sin embargo desde 1987 el país se convirtió en una república. Los asuntos diplomáticos fueron dependiente de la Embajada española en Australia desde 1977 a 2009 cuando pasaron a depender de la Embajada de España en Nueva Zelanda con el primer embajador nombrado al año siguiente.

- Reino de Tonga: Tonga estableció relaciones diplomáticas con España el 16 de noviembre de 1979 quedando la Embajada española en Canberra acreditada en el reino oceánico. En 2008 la Embajada de España en Nueva Zelanda asumió la acreditación en la corte de Nukualofa.

- Estado Independiente de Samoa: en 1980 el gobierno español estableció relaciones diplomáticas con el archipiélago oceánico, quedando la acreditación a cargo de la Embajada española en Australia. Desde 2009 este país está dentro de la demarcación de la Embajada española en Wellington.